# Грибной (Курганская область)
Грибной — посёлок в Каргапольском районе Курганской области. Входит в состав Бахаревского сельсовета.

## Географическое положение
Расположен на правом северном берегу реки Шайтанки, примерно в 24 км по прямой к северо-востоку от районного центра пгт. Каргаполья и в 80 км по прямой к северо-западу от областного центра города Кургана.

## История
5 июня 1964 года указом Президиума Верховного Совета РСФСР посёлок Осиновский переименован в посёлок Грибной.

## Население
| 1989 | 2002 | 2010 |
| ---- | ---- | ---- |
| 12   | ↘2   | →2   |

Национальный состав
- По данным переписи населения 2002 года проживало 2 человека, все русские.